# Nine Hours, Nine Persons, Nine Doors
Nine Hours, Nine Persons, Nine Doors es un videojuego de aventuras desarrollado por Chunsoft. Es la primera entrega de la serie Zero Escape y se lanzó en Japón en 2009 y en América del Norte en 2010 para Nintendo DS . La historia sigue a Junpei, un estudiante universitario que es secuestrado junto con otras ocho personas y obligado a jugar el "Nonary Game" o "Juego Nonario", que pone a sus participantes en una situación de vida o muerte, para escapar de un crucero que se hunde. El juego alterna entre dos tipos de secciones: secciones de escape, donde el jugador completa acertijos para escapar de la habitación; y secciones de novela visual, donde el jugador lee la narrativa del juego y toma decisiones que influye en la historia hacia uno de los seis finales diferentes. 
El desarrollo del juego comenzó después de que Uchikoshi se uniera a Chunsoft para escribir una novela visual que pudiera llegar a un público más amplio; Uchikoshi sugirió agregar elementos de rompecabezas que estén integrados con la historia del juego. La inspiración para la historia vino al preguntarse de dónde viene la inspiración. Mientras lo investigaba, Uchikoshi se encontró con la hipótesis de resonancia mórfica de Rupert Sheldrake, que se convirtió en el foco principal de los elementos de ciencia ficción del juego. La música fue compuesta por Shinji Hosoe, mientras que los personajes fueron diseñados por Kinu Nishimura. La localización del juego fue manejada por Aksys Games, los cuales trabajaron siguiendo la filosofía de mantenerse fieles al espíritu de la versión original, con el objetivo de lograr un inglés con un sonido natural en lugar de seguir la redacción exacta del original. 
Nine Hours, Nine Persons, Nine Doors fue recibido positivamente, y los críticos elogiaron la historia, la escritura y los acertijos, pero criticaron el tono del juego y la forma en que el jugador debe rehacer los acertijos cada vez que juega (lo cual es necesario para obtener el verdadero final). Si bien el lanzamiento japonés fue un fracaso comercial, el juego se vendió mejor de lo esperado para el género en los Estados Unidos. Aunque Nine Hours, Nine Persons, Nine Doors se desarrolló como un título independiente, su éxito crítico inesperado en América del Norte provocó la continuación de la serie. 
La secuela, Zero Escape: Virtue's Last Reward, fue lanzada en 2012, seguida por Zero Time Dilemma, lanzada en 2016. Se lanzó una versión actualizada de Nine Hours, Nine Persons, Nine Doors, con actuación de voz y gráficos de mayor resolución, junto con un puerto de Virtue's Last Reward en la compilación Zero Escape: The Nonary Games, lanzado en 2017. Esta compilación se lanzó en Steam, PlayStation Vita y PlayStation 4 . 

## Jugabilidad
Nine Hours, Nine Persons, Nine Doors es un juego de aventuras en el que el jugador asume el papel de un estudiante universitario llamado Junpei. El juego se divide en dos tipos de secciones: Novela Visual y Escape. En las secciones de Novela Visual, el jugador progresa a través de la historia y conversa con personajes no jugables a través de segmentos de novela visual. Estas secciones requieren poca interacción por parte del jugador, ya que se pasan leyendo el texto que aparece en la pantalla, que representa el diálogo entre los distintos personajes o los pensamientos de Junpei. Durante estas secciones, a veces se le presentarán al jugador decisiones que afectan el curso del juego. Las decisiones del jugador dan como resultado una de seis historias, cada una con un final único. Toda la trama no se revela si se juega una vez; el jugador necesita llegar al final "verdadero" para obtener toda la información detrás del misterio. Para llegar a este final, el jugador necesita alcanzar un final específico. Algunos de los finales contienen pistas sobre cómo llegar a otros finales.  
Entre las secciones de Novela Visual hay secciones de Escape, que ocurren cuando el jugador se encuentra en una habitación en la que necesita encontrar los medios de escape. Estos se presentan desde una perspectiva en primera persona, con el jugador capaz de moverse entre diferentes posiciones predeterminadas en cada habitación. Para escapar, el jugador tiene la tarea de encontrar varios elementos y resolver acertijos. En algunos puntos, el jugador puede necesitar combinar objetos entre sí para crear la herramienta necesaria para completar un rompecabezas. Los rompecabezas incluyen varios juegos, como bacará y cuadrados mágicos. Se proporciona una calculadora en el juego para problemas relacionados con las matemáticas, y el jugador puede pedir pistas a los personajes si encuentran que un cuarto es demasiado difícil. Todas las secciones de Escape son independientes, o sea que todos los elementos necesarios para resolver los acertijos están disponibles dentro de la habitación; los elementos no se transfieren entre las secciones de Escape. Después de terminar una sección de Escape, estará disponible para volver a jugar desde el menú principal del juego.  

## Trama

### Personajes y escenario
Nine Hours, Nine Persons, Nine Doors presenta a nueve personajes principales, que son forzados a participar en el "juego nonario" por una persona desconocida llamada Zero. Los personajes adoptan nombres en clave para proteger sus identidades debido a lo que está en juego. Junpei, controlado por el jugador, se une a June, una niña nerviosa y una vieja amiga de Junpei a quien conoce como Akane; Lotus, una mujer egoísta con habilidades desconocidas; Siete, un hombre grande y musculoso; Santa, un punk con una actitud negativa; Ace, un hombre mayor y más sabio; Snake, un hombre ciego con un comportamiento principesco; Clover, una niña propensa a cambios de humor ; y el noveno hombre, un individuo inquieto.
Los eventos del juego ocurren dentro de un crucero, aunque todas las puertas y ventanas externas han sido selladas, y muchas de las puertas internas están cerradas. Los nueve personajes del juego se enteran de que han sido secuestrados y traídos a la nave para jugar el "Juego Nonario", con el desafío de encontrar la puerta marcada con un "9" dentro de las nueve horas antes de que la nave se hunda.  Para hacer esto, se ven obligados a trabajar en equipos separados para atravesar la nave y resolver acertijos para encontrar esta puerta.  Esto se establece en parte por cerraduras especiales en puertas numeradas ; cada jugador tiene una pulsera con un dígito diferente y solo pueden pasar grupos de tres a cinco si la suma de los números de sus pulseras es igual al número de la puerta.

### Historia
Junpei se despierta en una cabina dentro de un crucero, con un brazalete que muestra el número "5". Él escapa de la habitación y se encuentra con los otros ocho pasajeros. Zero anuncia a través de un altavoz que los nueve son participantes en el Juego Nonario. Zero explica las reglas y afirma que cada uno lleva un explosivo en el estómago que se disparará si intentan pasar por alto las cerraduras digitales de las puertas raíz. El noveno hombre atraviesa una puerta solo y es asesinado. Temiendo lo que les puede ocurrir, el grupo adopta nombres en clave y se divide para explorar la nave. El jugador tiene la opción de seleccionar con qué grupo viaja Junpei, lo que afecta la historia; Varias opciones conducen a la muerte de Junpei. A través de varias opciones, Junpei se entera de un juego nonario anterior, jugado nueve años antes, y las conexiones de los otros personajes a través de eso, así como estudios sobre resonancia mórfica e historias de la sacerdotisa egipcia Alice, que está congelada con ice-9, un elemento introducido en el libro Cat's Cradle.
En un final, Junpei se entera de que el primer Juego Nonario fue dirigido por Cradle Pharmaceutical, del cual Ace es el CEO. Zero era un participante de este juego, y estableció el segundo Juego Nonario como venganza hacia Ace. Los jugadores supervivientes se enfrentan a Ace y descubren que manipuló al noveno hombre para violar las reglas y que lo maten para cubrir su identidad y obtener el brazalete del noveno hombre. Cuando encuentran la puerta con el 9, Akane se debilita. Santa la vigila mientras los demás entran por la puerta y conducen a un incinerador, donde Ace agarra a Lotus y la sujeta a punta de pistola. Descubriendo que el incinerador está a punto de activarse, Snake ataca a Ace, y Lotus y Seven sacan a Junpei del incinerador antes de que se explote, matando a Snake y a Ace. Junpei regresa a Akane y la encuentra casi muerta. Zero dice por los altavoces que el perdedor del juego ha sido determinado; Junpei actúa desafiante, pero Zero aclara que se está refiriendo a sí mismo. Junpei investiga una habitación cercana y regresa para encontrar que Akane y Santa han desaparecido, después de lo cual es golpeado por una granada de gas. Después de que el jugador ve este final, puede acceder al final "verdadero". 
En el verdadero final, Junpei se entera de que el Juego Nonario anterior consistía en nueve pares de hermanos secuestrados separados en el Gigantic y en una maqueta del Edificio Q en un desierto de Nevada. El juego fue diseñado para explorar campos mórficos; la investigación anticipó que el estrés del juego activaría los campos entre hermanos, permitiendo que las soluciones resueltas por uno sean enviadas a través de estos campos a su contraparte en la otra ubicación. Esta investigación fue para ayudar a Ace a curar su prosopagnosia. Este juego nonario salió mal: Akane y su hermano Santa fueron colocados en el mismo lugar en lugar de ser separados, y Seven descubrió los secuestros y rescató a los niños del barco. Ace agarró a Akane antes de que pudieran escapar, la obligó a entrar en la sala del incinerador y la amenazó de muerte si no podía resolver un rompecabezas. Incapaz de resolver el rompecabezas, Akane aparentemente murió quemada mientras los otros niños escaparon con Seven.
Junpei y los demás llegan al incinerador; Akane desaparece y Santa se escapa con Ace como rehén, atrapando a los demás dentro. Luego se revela que la parte de la narrativa del juego mostrada en la pantalla inferior del Nintendo DS se presenta desde el punto de vista de Akane de 12 años durante el primer Juego Nonario. En el relanzamiento de 2017 del juego, la perspectiva de Akane es en realidad el "Modo NVL" que muestra texto narrativo a diferencia del "Modo ADV". A través de campos mórficos, se conectó con Junpei en el futuro, presenciando varias realidades posibles y dirigiendo a Junpei para ayudarlo a sobrevivir. Junpei luego se enfrenta al mismo rompecabezas que Akane, y le transmite la solución a Akane en el pasado, permitiéndole escapar con Seven y los otros niños. Junpei se da cuenta de que Akane era Zero y, con la ayuda de Santa, había recreado el juego y todos los eventos que había presenciado para asegurar su supervivencia y evitar una paradoja temporal. Cuando Junpei y los demás escapan, descubren que el juego había tenido lugar en el Edificio Q todo el tiempo, y que Akane y Santa habían huido, dejando atrás un automóvil con Ace en el maletero. En el epílogo del juego, se alejan con la esperanza de alcanzarlos y, poco después, recogen a un autoestopista a quien Junpei reconoce como Alice.

## Desarrollo
Nine Hours, Nine Persons, Nine Doors fue desarrollado por el estudio de juegos japonés Chunsoft y dirigido por Kotaro Uchikoshi y producido por Jiro Ishii. Chunsoft había realizado novelas visuales exitosas en el pasado, como Kamaitachi no Yoru (1994), pero quería crear un nuevo tipo de novela visual que pudiera ser recibida por un público más amplio. Chunsoft contactó a Uchikoshi, quien en ese momento estaba trabajando en un juego móvil basado en Kamaitachi no Yoru y le pidieron que escribiera la próxima novela visual 428: Shibuya Scramble. Uchikoshi no se unió a la compañía a tiempo para trabajar en 428, pero se le ocurrió la idea de incluir acertijos que se integran dentro de una historia, y deben ser resueltos para que el jugador pueda progresar: disfrutaba jugando juegos de escape en la internet, pero penso que serían más interesantes si tuvieran un mayor enfoque en contar una historia.  Esta idea sirvió de base para Nine Hours, Nine Persons, Nine Doors y Uchikoshi fue nombrado director del proyecto.
El desarrollo de Nine Hours, Nine Persons, Nine Doors  comenzó en 2008. La inspiración para la historia fue la pregunta "¿de dónde vienen las inspiraciones de la humanidad?" Uchikoshi lo investigó y descubrió las teorías de los campos morfogenéticos del bioquímico británico Rupert Sheldrake, que se convirtieron en el tema principal del juego. La teoría es similar a la telepatía, que responde a la pregunta de cómo los organismos pueden comunicar ideas simultáneamente entre sí, sin interacción física o social. Uchikoshi utilizó la teoría para desarrollar el concepto de personajes esper, que pueden transmitir o recibir información de otro individuo. Debido al papel vital del número 9 en la trama, cada uno de los personajes se basó en uno de los nueve tipos de personalidad del Eneagrama de la Personalidad. Otra fuente de inspiración fue Kamaitachi no Yoru, que, como Nine Hours, Nine Persons, Nine Doors, comienza poniendo a los personajes en un estado de incomodidad.
Uchikoshi comenzó a escribir el guion trabajando primero en el final. A partir de ahí, continuó trabajando hacia atrás, para no confundirse al escribir la trama. El escenario del juego, sobre personajes que están atrapados e intentan escapar, tenía la intención de encarnar dos de los deseos instintivos de la humanidad: el deseo inconsciente de regresar al útero de la madre y encerrarse, y el deseo de escapar y superar la condición actual. Este era un tema que Uchikoshi había usado antes, al escribir la novela visual Ever 17: The Out of Infinity (2002). Las ilustraciones del diseñador de personajes Kinu Nishimura influyeron en el guion, ya que ciertas escenas fueron alteradas para que coincidieran con las ilustraciones de los personajes. Entre los elementos de la historia desechados estaban el uso de las manos como una parte importante de la historia. Cerca del final de la producción, los jefes de Uchikoshi no aceptaron este enfoque, lo que lo obligó a volver a escribir la historia. Originalmente se suponía que los personajes debían estar esposados entre sí mientras intentaban escapar, pero la idea fue desechada ya que se vio como un cliche del género, una idea usada en exceso, con apariciones en novelas ligeras como Mahou Shoujo Riska (2004).
Las secuencias de Escape fueron creadas para apelar a los deseos innatos de los jugadores: Uchikoshi quería que sintieran el placer instintivo que describió como "¡Lo encontré!". Para crear los acertijos, Uchikoshi pensaba en los detalles dentro de la historia, y los elementos que se encontrarían en ese segmento del juego. Después de decidir estos, los elementos se integraban con los rompecabezas. También utilizó sitios web de rompecabezas como referencia.  Uchikoshi no diseñó los rompecabezas por sí mismo, sino que dejó que el resto del personal los creara, mientras los probaba varias veces.
Shinji Hosoe, presidente de la compañía de producción de música para videojuegos SuperSweep, fue elegido para componer la banda sonora del juego por su habilidad en una amplia gama de géneros musicales, asegurando que pudiera componer música que se adaptara a muchos tipos diferentes de estados de ánimo y escenas. Describió su trabajo en el juego como el proyecto musical más directo que había tenido, debido a que recibió material de referencia conciso que respondió todas sus preguntas sobre el juego; hizo algunas pistas de prueba, después de lo cual todo salió a la perfección. La música fue compuesta usando el sintetizador interno de Nintendo DS y Hosoe trabajó junto con el compositor de SuperSweep, Yousuke Yasui para que este factor fuera menos obvio.

### Localización
La localización norteamericana del juego fue manejada por Aksys Games; Spike le presentó la compañía a Chunsoft mientras buscaba una empresa que pudiera publicar el juego en Norteamérica. Cuando Aksys evaluó Nine Hours, Nine Persons, Nine Doors, determinó que el juego no tenía mucha viabilidad comercial. Además, muchas de las personas que evaluaron los juegos en Aksys no hablaban japonés, por lo que les fue difícil evaluar si un juego era bueno o no. Por lo tanto, al principio lo rechazaron. Al final decidieron localizarlo, lo que se consideró un gran riesgo para la empresa.
La localización se realizó mediante la filosofía de mantenerse fiel al espíritu del japonés original, haciendo que el diálogo suene como lo que diría un hablante nativo de inglés en lugar de adherirse estrictamente a la redacción exacta del original. El editor, Ben Bateman, hizo esto mirando el texto del juego desde una vista más amplia, línea por línea o escena por escena en lugar de palabra por palabra u oración por oración y pensando cómo transmitir las mismas ideas en inglés. La mayoría de las partes del juego que incluyen un chiste en la localización también tienen un chiste en la versión japonesa, pero diferente. Bateman, sin embargo, trató de hacer bromas similares, con contenidos e ideas similares.  El uso de juegos de palabras en japonés provocó problemas, ya que muchos de ellos dependían de los dialectos japoneses para funcionar, para estos, Bateman los reemplazó con nuevos juegos de palabras en inglés. Se le dio rienda suelta en lo que podía cambiar o agregar, siempre que no interrumpiera la trama.
Durante la localización, Bateman tuvo que hacer un seguimiento de los numerosos puntos de la trama a lo largo del juego, ya que el guion no se había escrito en orden cronológico debido a los numerosos finales. La localización del juego tomó aproximadamente dos meses. Otro desafío fue terminar la localización a tiempo: Nobara Nakayama, la traductora del juego, trabajó en ello durante 30 días, y el proceso de edición tomó dos meses. Debido a esto, Bateman tuvo que hacer la mayor parte del trabajo "sobre la marcha". Nakayama había comenzado a jugar el juego antes de comenzar a trabajar en la localización, pero no terminó de jugarlo hasta que había traducido la mitad; después de enterarse de que la trama dependía de un juego de palabras japonés, tuvieron que detener la localización para discutirlo con Uchikoshi y encontrar una solución, después de lo cual revisaron todo el juego para asegurarse de que todavía tuviera sentido. Otro problema con el que se encontró Bateman estaba relacionado con la narración en primera persona del juego. Un giro en la trama se basaba en el uso de pronombres de primera persona basados en género. Como esto no funcionaría en inglés, la narración se hizo en tercera persona, y el efecto del giro se logró al pasar de tercera a primera persona en un punto específico de la historia. Sin embargo, Bateman admite que el giro es "más alucinante en japonés".
Durante una escena relacionada con una pintura abstracta de un perro, una de las respuestas localizadas para lo que representa la pintura es "Funyarinpa", una palabra sin sentido, y elegirla provoca un intercambio humorístico entre Junpei y Lotus. Esto se convirtió en un meme muy popular dentro de los círculos de Zero Escape, hasta el punto en que el remaster de Nonary Games incluyó la broma en el doblaje japonés.

## Lanzamiento
Nine Hours, Nine Persons, Nine Doors fue lanzado originalmente en Japón por Spike el 10 de diciembre de 2009 para el Nintendo DS.  El lanzamiento estadounidense fue el 16 de noviembre de 2010. En los Estados Unidos, se incluyó una réplica de las pulseras usadas en el juego con pedidos anticipados en GameStop; debido a los bajos pedidos anticipados, Aksys los puso en la tienda de su sitio web, tanto por separado como junto con el juego. Tras su lanzamiento, Nine Hours, Nine Persons, Nine Doors se convirtió en el undécimo juego de Nintendo DS en ser calificado M por la ESRB. Fue un fracaso comercial en Japón, con 27,762 copias vendidas en 2009 y 11,891 adicionales en 2010, alcanzando un total de 39,653 copias vendidas. Mientras tanto, las ventas estadounidenses se describieron como fuertes. Según Uchikoshi, esto fue una sorpresa, ya que el género de novela visual se consideraba particular de Japón y poco probable que fuera aceptado en el extranjero.
Además del juego, se lanzaron otros productos de Nine Hours, Nine Persons, Nine Doors . La banda sonora del juego fue publicada por SuperSweep el 23 de diciembre de 2009. Una novela del juego, Kyokugen Dasshutsu 9 Jikan 9 Nin 9 no Tobira Alterna, fue escrita por Kenji Kuroda y lanzada por Kodansha en 2010 en dos volúmenes, titulada Ue y Shita. Coincidiendo con el lanzamiento de la secuela del juego, Zero Escape: Virtue's Last Reward (2012), Nine Hours, Nine Persons, Nine Doors fue reimpreso bajo el título Zero Escape: Nine Hours, Nine Persons, Nine Doors, con una nueva caja con la marca Zero Escape .
Una versión para iOS del juego, 999: The Novel, fue desarrollada por Spike Chunsoft como la segunda entrada en su serie Smart Sound Novel. Fue lanzado en Japón el 29 de mayo de 2013 y en todo el mundo en inglés el 17 de marzo de 2014. Esta versión carece de las secciones de Escape de la versión de Nintendo DS, y presenta gráficos de alta resolución y un diagrama de flujo adicional que ayuda a los jugadores a recordar las historias que han experimentado; además, el diálogo se presenta a través de globos, y se incluye un final adicional.
Zero Escape: The Nonary Games, una compilación que contiene versiones remasterizadas de Nine Hours, Nine Persons, Nine Doors y su secuela, Virtue's Last Reward, fue lanzado para Microsoft Windows, PlayStation 4 y PlayStation Vita en América del Norte el 24 de marzo de 2017. Las personas que compraron la versión de Windows a través de Steam en su primera semana de lanzamiento recibieron la música del juego, con canciones de Nine Hours, Nine Persons, Nine Doors y Virtue's Last Reward . En Japón, la versión de Microsoft Windows se lanzó el 25 de marzo de 2017 y las versiones para consolas el 13 de abril. La versión europea de PlayStation Vita se lanzó el 15 de diciembre de 2017. La remasterización de Nine Hours, Nine Persons, Nine Doors retuvo la mayoría de las características de The Novel, pero el nuevo final no se incluyó.  

## Recepción
Nine Hours, Nine Persons, Nine Doors fue bien recibido por los críticos, según el agregador de revisión Metacritic.  Polygon lo incluyó en su lista de los mejores juegos de todos los tiempos, acreditándolo con la popularización del género de novelas visuales en Estados Unidos.
Los revisores disfrutaron la escritura y la narrativa, con Andy Goergen de Nintendo World Report catalogándolo como "un fuerte argumento para los videojuegos como un nuevo medio de narración".  Los críticos de Famitsu calificaron la historia de enigmática y emocionante.  Carolyn Petit en GameSpot sintió que las largas secciones de Novela Visual amplificaban el miedo y la tensión a lo largo del juego, mientras que Heidi Kemps de GamesRadar las comparó con " novelas de suspenso de alta calidad".  Jason Schreier de Wired criticó a la prosa por ser inconsistente, pero dijo que el uso del narrador fue inteligente e inusual.  Susan Arendt con The Escapist describió la historia como multifacética y horripilante. A Zach Kaplan en Nintendo Life le gustó el diálogo, pero encontró que la narración en tercera persona era aburrida y lenta, con metáforas y símiles fuera de lugar o cliché.  Tanto Chris Schilling en Eurogamer como Lucas M. Thomas en IGN sintieron que la urgencia retratada en la historia del juego a veces estaba en desacuerdo con el tono o el momento del diálogo, como largas conversaciones mientras están atrapados dentro de un congelador, o diálogos y bromas alegres. Thomas tildó la premisa de apasionante y dijo que la mitología, las conspiraciones y los antecedentes de los personajes eran fascinantes.  Tony Ponce, de Destructoid, dijo que los personajes inicialmente parecían un "elenco de anime", pero que el jugador descubre más complejidad en ellos después de las primeras impresiones.  Kaplan sintió que cada personaje estaba bien desarrollado, desarrollado y único, y podía pasar por personas reales.
Un escritor de Famitsu dijo que disfrutaban resolviendo acertijos y que les daba una sensación de logro; de manera similar, Goergen, Petit, Schilling y Arendt dijeron que relsolver los acertijos era satisfactorio. Goergen descubrió que algunos acertijos estaban astutamente creados, pero dijo que algunos eran esotéricos. A Ponce y Petit les gustó que los acertijos nunca se convirtieron en "cacerías de píxeles", esto combinado con que todo es visible siempre que el jugador mire con cuidado, la falta de pistas falsas, límites de tiempo y callejones sin salida, Ponce descubrió que era mejor que otros juegos de escape. Aplaudió la gran cantidad de contenido, diciendo que incluso alguien que solo comprara el juego para los rompecabezas estaría satisfecho.  Schilling y Thomas apreciaron los acertijos, pero encontraron algunas soluciones y sugerencias demasiado obvias o explicativas. Kemps encontró los rompecabezas excelentemente hechos y desafiantes, pero no le gustó lo difícil que era llegar al verdadero final. Kemps y Schreier apreciaron cómo los acertijos se sentían lógicos, mientras que, junto con Thomas y Arendt, criticaron cómo el jugador tiene que rehacer las secuencias de rompecabezas en los juegos posteriores.     Goergen, Schreier, Thomas y Arendt apreciaron la función de avance rápido, ya que hacía que las jugadas repetidas fueran más llevaderas,     pero Thomas sintió que no fue suficiente para acelerar el proceso a un paso más soportable.  
Goergen descubrió que el sonido no era memorables, y dijo que la música no agregaba mucho y que los jugadores probablemente silenciarían el juego después de escuchar el "pitido" utilizado para el diálogo.  En cambio, a Ponce y Petit les gustó: Ponce calificó la música de "magistral" y dijo que "se mete debajo de tu piel en los momentos correctos",  mientras Petit dijo que apreciaba el sonido, que ella llamado atmosférico y "[que da] escalofríos". No le impresionaron los entornos, pero dijo que eran claros y fáciles de ver. Le gustaban los retratos de los personajes, llamándolos expresivos y, junto con el diálogo, lo suficiente como para que el jugador no se preocupara por la falta de actuación de voz. Ponce también sintió que el juego no necesitaba actuación de voz. Sintió que la forma en el que el juego favorecía la narración textual sobre las escenas animadas lo hacía más inmersivo, permitiendo al jugador imaginar las escenas. Goergen dijo que los gráficos estaban bien hechos, pero que no hicieron mucho por la atmósfera.  Kaplan calificó la presentación de "impresionante", diciendo que se veía genial y que el arte, a pesar de ser simple, se sostenían y que la banda sonora era "fantástica".
Nine Hours, Nine Persons, Nine Doors recibió premios de publicadores sobre juegos, que incluyen: Mejor Historia de 2010 de IGN, Mejor aventura gráfica de 2010 en un sistema portátil de RPGFan, y un Premio Editor's Choice de Destructoid.  Bob Mackey en 1UP.com incluyó a Nine Hours, Nine Persons, Nine Doors en una lista de novelas visuales de Nintendo DS "imprescindibles", citando su historia, temas y "alocada experimentación narrativa", y Jason Schreier en Kotaku lo incluyó en una lista de novelas visuales "imprescindibles" que valen la pena jugar incluso para personas a las que no les gustan los tropos de anime. RPGFan lo enumeró como uno de los treinta videojuegos de rol esenciales de los años 2010 a 2015.

## Secuelas
Nine Hours, Nine Persons, Nine Doors es el primer juego de la serie Zero Escape, y originalmente estaba destinado a ser un juego independiente. El desarrollo de la secuela comenzó después de que el primer juego recibió críticas positivas. Zero Escape: Virtue's Last Reward, el sucesor de Nine Hours, Nine Persons, Nine Doors, se anunció en agosto de 2011. Desarrollado por Chunsoft para Nintendo 3DS y PlayStation Vita, el juego se lanzó por primera vez el 16 de febrero de 2012 en Japón, y más tarde ese año en Norteamérica y Europa. Virtue's Last Reward también sigue a un grupo de nueve personas, y se centra en la teoría de juegos, específicamente en el dilema del prisionero. Zero Time Dilemma se establece entre los eventos de los dos juegos anteriores y tiene la moral como tema principal.